# Chabernica
Chabernica (żytnia baba, chaber – roślina z rodziny astrowatych) – polny demon żeński na Śląsku, w okolicach Prudnika. Odpowiedniczka południcy.

## Wierzenia
Wyobrażano ją jako piękną, wysoką, smukłą, błękitnie ubraną niewiastę z wieńcem chabrów na głowie. Pojawiała się tylko w południe i wyłącznie na polu, gdzie pilnowała, by dzieci w poszukiwaniu kwiatów nie deptały zboża i nie wbiegały pomiędzy łany. Denerwowało ją, gdy widziała, że używają ostrych narzędzi, i gdy żniwiarze nie mieli kapeluszy. Ci, którzy jej zdaniem zasługiwali na karę, byli usypiani jej słodkim szeptem, a następnie zsyłała na nich ostry ból głowy, paraliż lub postrzał. Czasem rzucała się na swoją ofiarę i łamała jej ręce i nogi, lub skręcała kark.
Aby uchronić się przed gniewem Chabernicy, należało w południe na Anioł Pański zrobić sobie przerwę od pracy i przesiedzieć ten czas w cieniu.
Znana jest historia o dziewczynce, która zabłądziła na polu i zaplątała się w zaroślach kolczastych jeżyn. Chabernica, reagując na płacz dziewczynki, uwolniła ją rozgarniając jeżyny i zaprowadziła ją pod jej dom.

## Wytłumaczenie
Słownik gwar polskich pod redakcją Mieczysława Karasia opisuje chabernicę jako „strach, którym się straszy dzieci, aby nie wchodziły w zboże” i notuje jej występowanie w Olbrachcicach w powiecie prudnickim. Feliks Pluta w „Kwartalniku Opolskim” w 1971 cytował: „Jak my chciały iść na pole (za dzieci), to dycki ojcowie powiadali – nie leć tam, bo cię weźmie chabernica, a jest odziono światło. No to jak my to szły, to my ino kukały, ale chabernicy my nigdy nie widziały. To był ino postrach, co by się po zbożu nie dreptało”.